# Poświętne (gemeente in powiat Białostocki)
De gemeente Poświętne is een landgemeente in het Poolse woiwodschap Podlachië, in powiat Białostocki.
De zetel van de gemeente is in Poświętne.
Op 30 juni 2004 telde de gemeente 3790 inwoners.

## Oppervlakte gegevens
In 2002 bedroeg de totale oppervlakte van gemeente Poświętne 114,33 km², waarvan:
- agrarisch gebied: 63%
- bossen: 29%

De gemeente beslaat 3,83% van de totale oppervlakte van de powiat.

## Demografie
Stand op 30 juni 2004:
| Omschrijving                   | Totaal | Totaal | Vrouwen | Vrouwen | Mannen | Mannen |
| ------------------------------ | ------ | ------ | ------- | ------- | ------ | ------ |
| eenheid                        | aantal | %      | aantal  | %       | aantal | %      |
| inwoners                       | 3790   | 100    | 1845    | 48,7    | 1945   | 51,3   |
| bevolkingsdichtheid (inw./km²) | 33,1   | 33,1   | 16,1    | 16,1    | 17     | 17     |

In 2002 bedroeg het gemiddelde inkomen per inwoner 1577,17 zł.

## Plaatsen
Brzozowo Stare, Brzozowo-Antonie, Brzozowo-Chabdy, Brzozowo-Chrzczonki, Brzozowo-Chrzczony, Brzozowo-Korabie, Brzozowo-Muzyły, Brzozowo-Panki, Brzozowo-Solniki, Chomizna, Dzierżki, Dzierżki-Ząbki, Gabrysin, Gołębie, Grochy, Józefin, Kamińskie Jaski, Kamińskie Ocioski, Kamińskie Pliszki, Kamińskie Wiktory, Kuran, Liza Nowa, Liza Stara, Łukawica, Marynki, Ostrów, Pietkowo, Porośl-Głuchy, Porośl-Wojsławy, Poświętne, Stoczek, Turek, Wilkowo Nowe, Wilkowo Stare, Wołkuny, Zdrody Nowe, Zdrody Stare.

## Aangrenzende gemeenten
Brańsk, Łapy, Nowe Piekuty, Sokoły, Suraż, Wyszki